# Flor-de-Lis
Flor-de-Lis, es un grupo musical portugués vencedor del Festival RTP da Canção de 2009.

## Historia
Flor-de-Lis nació en 2004. Es un proyecto musical con raíces de la música popular portuguesa, con influencias de músicas populares de otros lugares, por ejemplo América Latina y África.
En 2009, participaron en el Festival RTP da Canção, ganando con la canción Todas as ruas do amor. De esa forma se convirtieron en los representantes de Portugal en el Festival de la Canción de Eurovisión 2009, donde clasificaron en el puesto 15 de la Gran Final, con un total de 57 puntos.
En 2010 la banda edita su primer disco de estudio bajo el nombre de Signo solar. Para promocionarlo eligieron como primer sencillo Lisboa tropical, una canción donde quedan presentes los sonidos folclóricos que caracterizan a la banda mezclados con leves tonos de la bossa nova brasileña. La mayoría de los temas del álbum son composiciones inéditas de Flor-de-Lis, aunque también encontramos adaptaciones de poemas de autores portugueses como Eugénio de Andrade, Ary dos Santos o Miguel Torga.

## Miembros de la Banda
- Daniela Varela - Voz
- Paulo Pereira - Instrumentos de viento
- José Camacho - Guitarra, Guitarra portuguesa
- Jorge Marques - Guitarra, Cavaquinho
- Ana Sofia Campeã - Acordeón
- Rolando Amaral - Bajo
- Pedro Marques - Batería/Percusión